# Yuxiang zaji
Yuxiang zaji (chinesisch 玉箱雜記 / 玉箱杂记, Pinyin Yùxiāng zájì, W.-G. Yü-hsiang tsa-chi; etwa: Jade-Behältnis-Miszellen) ist ein literarisches Werk aus der Zeit der Song-Dynastie. Es ist ein anonymes Werk in einem juan. Es ist in der Sammlung Shuofu 说郛 enthalten.
Über Cao Zhi 曹植 (192–232) heißt es im Yuxiang zaji (zitiert im Leishuo 類說): „Als Cao Zhi sein Gedicht in sieben Schritten vollendete, wurde er als 'Sticktiger' gefeiert“, d. h. als literarischer Genius. Der Begriff „Sticktiger“ (xiuhu 绣虎) bezieht sich auf die Kombination von Kunstfertigkeit und Kraft in Cao und in seinen Schriften.
Das Yuxiang zaji wurde auch vom Hanyu da zidian herangezogen.